# Harrisburg
Harrisburg è una città degli Stati Uniti d'America, capitale dello Stato della Pennsylvania e capoluogo della contea di Dauphin. Al censimento del 2000 la città aveva una popolazione di 48.950 abitanti (Harrisburgers). L'area metropolitana di Harrisburg aveva una popolazione totale di 643.820 abitanti, rendendola la quarta area metropolitana più grande della Pennsylvania. La città è situata sulla sponda orientale del fiume Susquehanna, 169 km a ovest-nordovest di Filadelfia.
Harrisburg è una delle capitali più vecchie e storicamente più importanti degli Stati Uniti; ha giocato un ruolo critico nella storia americana durante la migrazione verso ovest, la guerra di secessione americana e la rivoluzione industriale. Durante il XIX secolo, la costruzione del canale e della ferrovia della Pennsylvania ha permesso a Harrisburg di divenire una delle città più industrializzate degli Stati Uniti nordorientali. In anni recenti la città ha avuto una forte ripresa economica grazie a nuovi investimenti per tre miliardi di dollari.
A Harrisburg fu intitolata una nave della Marina degli Stati Uniti, la USS Harrisburg, che fu in servizio negli anni 1918-1919. Harrisburg è nota anche per l'incidente alla centrale nucleare di Three Mile Island, che fortunatamente non ebbe gravi conseguenze per la popolazione grazie alla forte costituzione dell'impianto e alla celerità dei soccorsi. Gli abitanti di diversi quartieri vicini alla zona ritenuta pericolosa attorno centrale vennero fatti evacuare immediatamente e poterono rientrare solo dopo che la situazione fu nuovamente sotto controllo.

## Storia
Si pensa che la zona lungo il fiume Susquehanna, dove è situata Harrisburg, sia stata abitata dai nativi americani fin dal 3000 a.C. La zona, chiamata "Peixtin" o "Paxtang", era un importante crocevia commerciale in quanto qui sia incontravano le strade provenienti dal fiume Delaware al fiume Ohio e dal fiume Potomac all'alto Susquehanna. Nel 1719 John Harris Sr., un commerciante inglese, si stabilì qui e 14 anni dopo acquistò 800 acri di terra (3,2 km²). Quello stesso anno, il 1733, Harris ottenne la licenza per traghettare merci e persone attraverso il fiume e il posto divenne noto come Harris's Ferry. Nel 1784, John Harris Jr. costruì una città sulle terre di suo padre e la chiamò Harrisburg. Nel 1786 fu rinominata Louisburg in onore di Luigi XVI di Francia. Nel 1791 tornò al vecchio nome di Harrisburg e come tale divenne capitale della Pennsylvania nell'ottobre 1812. La prima pietra del nuovo Campidoglio fu posata nel 1819 dal governatore William Findlay.
Durante la guerra di secessione Harrisburg fu un importante centro di addestramento per le truppe unioniste, con decine di migliaia di soldati passati da Camp Curtin. La città divenne un obiettivo strategico per l'Esercito della Virginia Settentrionale di Robert Lee durante la campagna di Gettysburg. Due divisioni del secondo corpo d'armata di Richard Stoddert Ewell si avvicinarono a Harrisburg nel giugno 1863 da sudovest attraverso la contea di Cumberland, mentre una terza divisione sotto il comando di Jubal Early si preparò ad attraversare il fiume Susquehanna a Wrightsville e attaccare Harrisburg alle spalle. Per difendersi fu costruita una rete di forti e di opere difensive ma l'attacco confederato non ci fu, sostituito da una serie di schermaglie con le quali Ewell saggiò le difese della città. Preferendo concentrare le proprie forze vicino alla South Mountain per evitare le forze unioniste che stavano sopraggiungendo, Lee ordinò a Ewell di ritirarsi da Harrisburg, mossa che culminò nella battaglia di Gettysburg.

## Geografia fisica
Secondo lo United States Census Bureau, la città ha una superficie totale di 29,6 km², dei quali 21 km² di territorio e 8,6 km² di acque interne (il 29,11% del totale).
Harrisburg è situata nella valle del fiume Susquehanna, una regione agricola ricca e fertile nella Pennsylvania centro-meridionale. La regione si trova all'estremità occidentale della megalopoli BosWash, nome dato al gruppo di aree metropolitane degli Stati uniti nordorientali. A nord della città si trovano le Blue Ridge Mountains che fanno parte dei monti Appalachi.

## Società

### Evoluzione demografica
| Città di Harrisburg Popolazione per anno |        |
| 1790                                     | 500    |
| 1820                                     | 2,990  |
| 1830                                     | 4,312  |
| 1840                                     | 5,980  |
| 1850                                     | 7,834  |
| 1860                                     | 13,405 |
| 1870                                     | 23,104 |
| 1880                                     | 30,762 |
| 1890                                     | 39,385 |
| 1900                                     | 50,167 |
| 1910                                     | 64,186 |
| 1920                                     | 75,917 |
| 1930                                     | 80,339 |
| 1940                                     | 83,893 |
| 1950                                     | 89,544 |
| 1960                                     | 79,697 |
| 1970                                     | 67,880 |
| 1980                                     | 53,264 |
| 1990                                     | 52,376 |
| 2000                                     | 48,950 |

Al censimento del 2000 risultavano 48.950 abitanti, la cui origine etnica era così suddivisa: 54,83% neri, 31,72% bianchi americani, 11,69% latinos, 2,83% asiatici, 0,37% nativi americani, 0,07% isolani dell'Oceano Pacifico, 6,54% di altra origine, 3,64% multirazziali.
Fin dagli anni cinquanta Harrisburg, insieme ad altri centri urbani grandi e piccoli, ha subìto una continua perdita di popolazione che ha contribuito alla crescita dei sobborghi. Diversamente da altri stati occidentali e meridionali, la Pennsylvania mantiene un complesso sistema di municipalità ed ha una legislazione carente in materia di annessione o espansione delle città e di consolidamento delle municipalità.

## Luoghi notevoli
- National Civil War Museum, al Reservoir Park
- Pennsylvania State Farm Show Arena, uno dei più grandi centri congressuali e fieristici della costa orientale
- Pennsylvania State Capitol Complex
- State Museum of Pennsylvania
- Strawberry Square, known for unusual specialty retail shops and a full-variety food court
- Whitaker Center for Science and the Arts, ha un teatro IMAX

## Architettura
Il Campidoglio di Harrisburg è uno dei più belli della nazione, completato nel 1906, la sua cupola oltrepassa gli 80 metri d'altezza. L'edificio è adornato con sculture, delle quali le più notevoli sono i due gruppi Love and Labor, the Unbroken Law e The Burden of Life, the Broken Law dello scultore George Grey Barnard; inoltre ci sono murali di Violet Oakley e Edwin Austin Abbey e un pavimento a mosaico di Henry Mercer che raffigura la storia della Pennsylvania.

### Galleria d'immagini

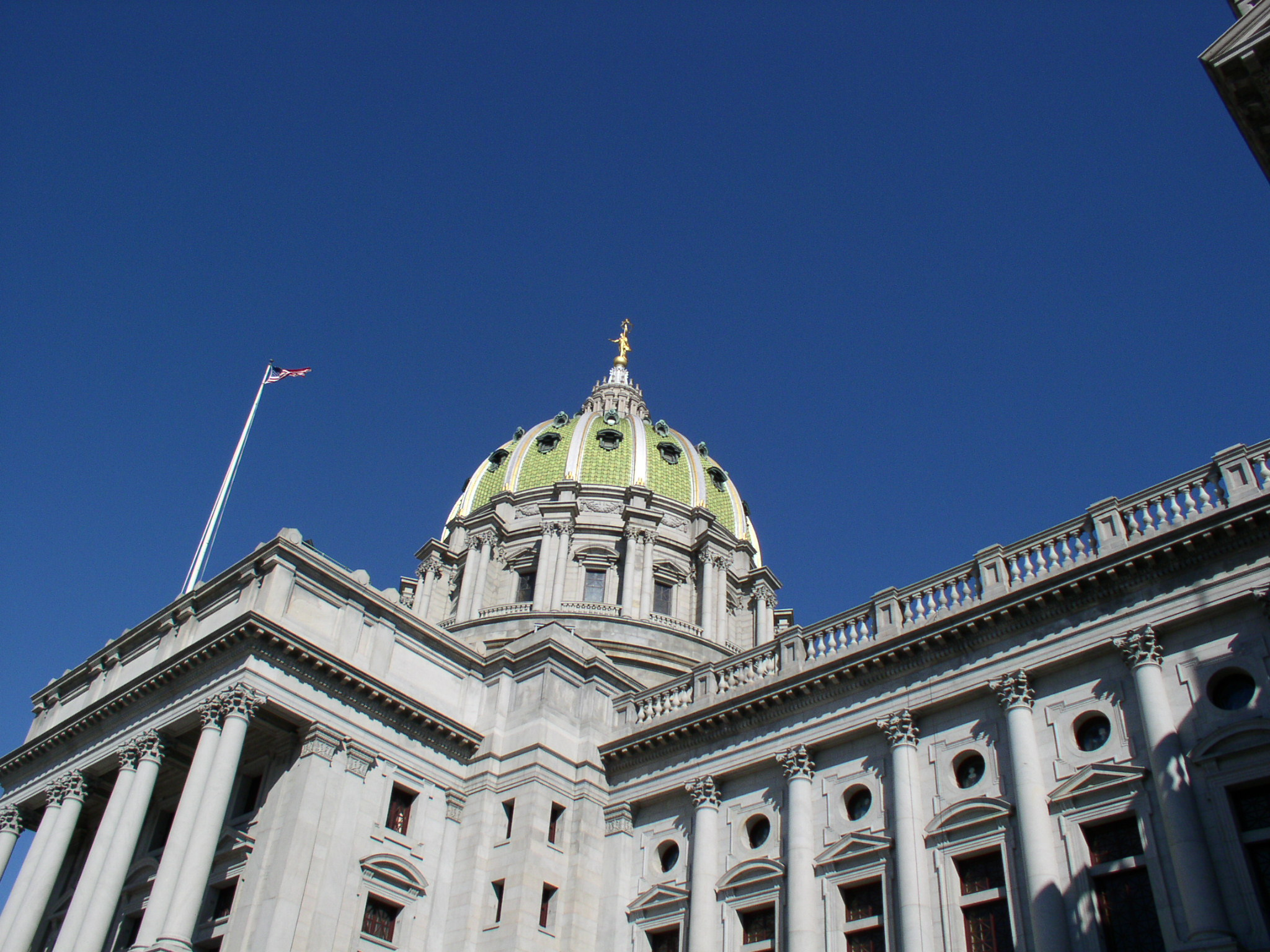
Dettaglio della cupola del Campidoglio
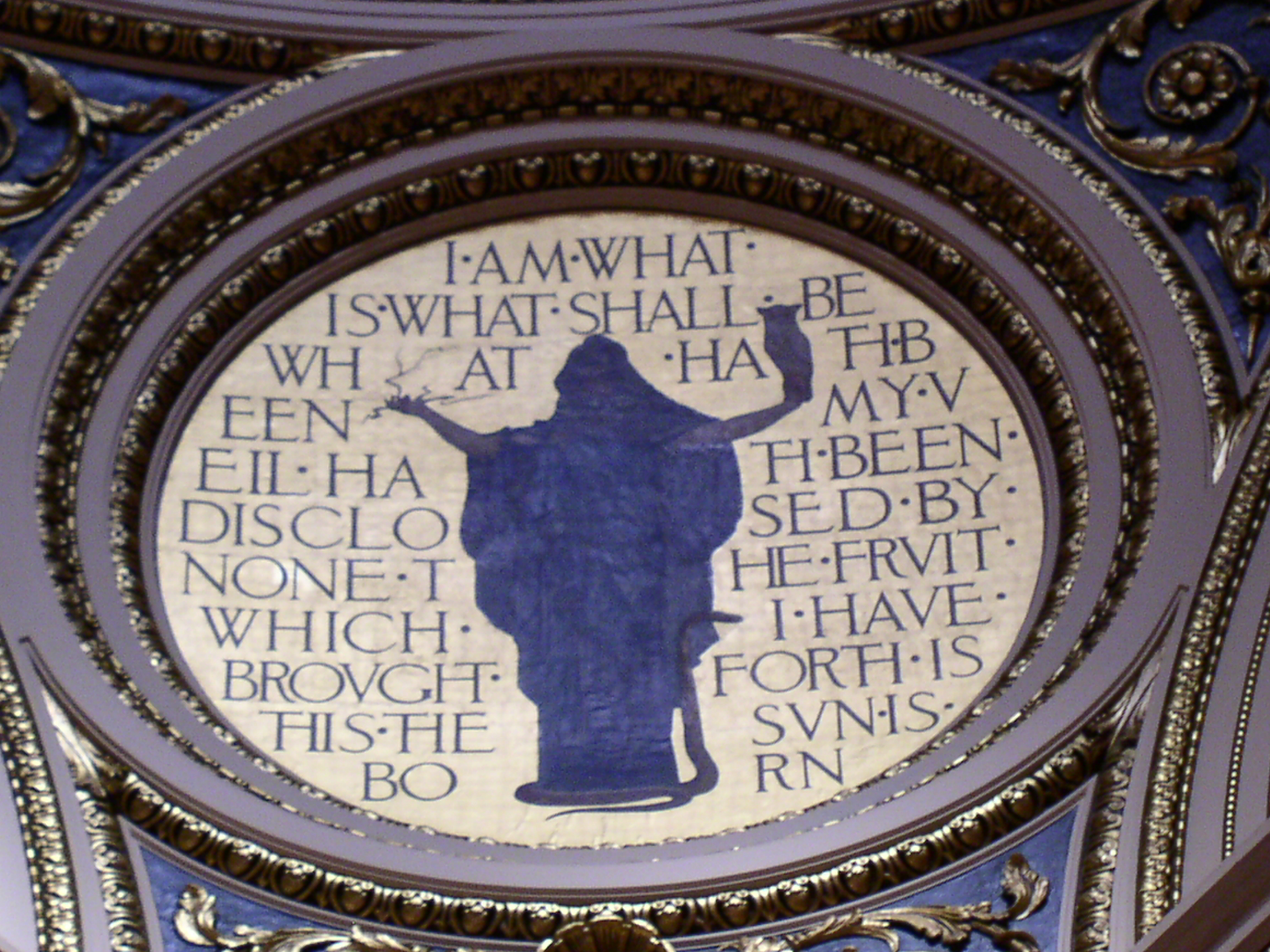
Allegoria della Scienza di Edwin Austin Abbey, palazzo del Campidoglio
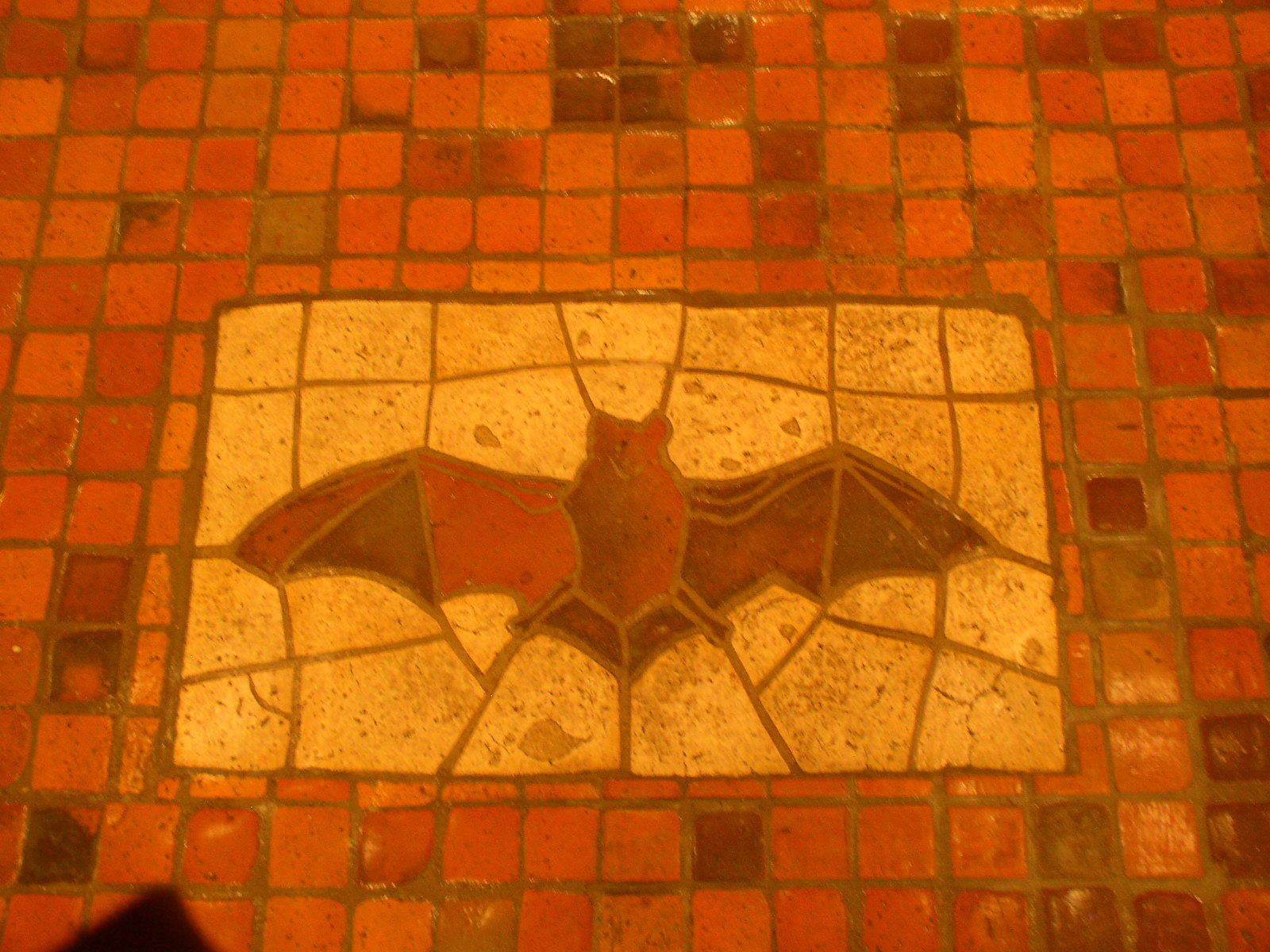
Immagine di un pipistrello di Henry Mercer, palazzo del Campidoglio
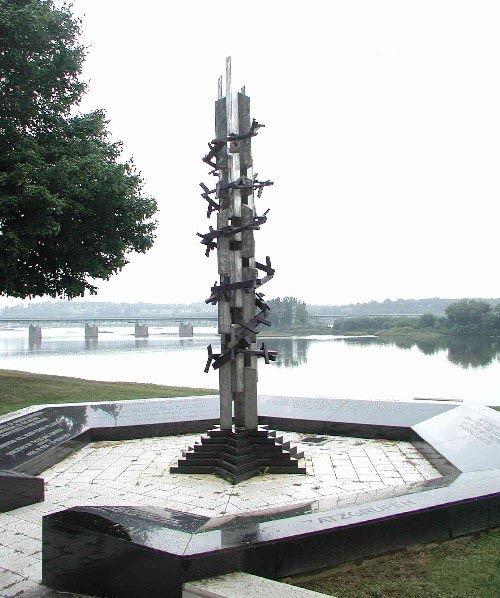
Memoriale della Shoah

## Amministrazione

### Gemellaggi
- Ma'alot-Tarshiha (Israele)
- Pachuca (Messico)
- Hiroshima (Giappone)

## Istruzione

### Scuole pubbliche
La città di Harrisburg rientra nello Harrisburg School District che provvede all'istruzione dall'asilo al dodicesimo grado. La città ha inoltre due scuole pubbliche charter school, la Ronald H. Brown Charter School e la Sylvan Heights Science Charter School.

### Scuole private
Harrisburg è sede di un esteso sistema di scuole cattoliche. In tutta la regione ci sono circa 40 scuole elementari gestite dalle parrocchie e sette scuole superiori cattoliche amministrate dalla diocesi cattolica di Harrisburg, compresa la Bishop McDevitt High School. Numerose altre scuole private sono presenti a Harrisburg, per esempio la Londonderry School e la Circle School, la Harrisburg Academy, fondata nel 1784 e uno dei più antichi college preparatori indipendenti, e la Rabbi David L. Silver Yeshiva Academy, una scuola ebraica progressista fondata nel 1944.

### Scuole superiori e università
- Dixon University Center
- Harrisburg Area Community College
- Harrisburg University of Science and Technology
- Penn State Harrisburg Eastgate Center
- Temple University Harrisburg Campus
- Widener University School of Law

#### College e università nei dintorni di Harrisburg
- Central Pennsylvania College (già Central Penn Business School), situata a Summerdale
- Dickinson College, situato a Carlisle
- Duquesne University (Capital Region Campus), situata a Lemoyne
- Elizabethtown College, situato a Elizabethtown
- Lebanon Valley College, situato ad Annville
- Messiah College, situato a Grantham
- Penn State Dickinson School of Law, situata a Carlisle
- Penn State Hershey Medical Center, situato a Hershey
- Penn State Harrisburg (Main Campus), situato nei pressi di Middletown
- Shippensburg University, situata a Shippensburg
- United States Army War College, situato a Carlisle

### Biblioteche
- Dauphin County Law Library
- Dauphin County Library System
- McCormick Library del Harrisburg Area Community College
- State Library of Pennsylvania e Pennsylvania Law Library

## Sport
La città ospita squadre di tutti i maggiori sport in auge negli Stati Uniti, dal baseball con gli Harrisburg Senators, al basket con gli Harrisburg Horizon.
Nelle vicinanze della città sorge anche il Williams Grove Circuit inaugurato nel 1939.